# 야마구치 아카네
야마구치 아카네(일본어: 山口 茜, やまぐち あかね, 1997년 6월 6일~)는 일본의 배드민턴 선수이다. 2016년과 2020년 하계 올림픽에 참가했고 2021년과 2022년 세계 선수권 대회에서 여자 단식 우승을 차지했다.